# Grote Prijs Jean-Pierre Monseré 2022
Il Grote Prijs Jean-Pierre Monseré 2022, undicesima edizione della corsa e valida come prova dell'UCI Europe Tour 2022 categoria 1.1, si svolse il 6 marzo 2022 su un percorso di 203,2 km con partenza da Hooglede ed arrivo a Roeselare, in Belgio. La vittoria fu appannaggio del belga Arnaud De Lie, che completò il percorso in 4h45'10", alla media di 42,754 km/h, precedendo il connazionale Dries De Bondt e il francese Hugo Hofstetter.
Sul traguardo di Roeselare 116 ciclisti, dei 156 partiti da Hooglede, portarono a termine la competizione.

## Squadre e corridori partecipanti
| N.      | Cod. | Squadra                     |
| ------- | ---- | --------------------------- |
| 1-7     | AFC  | Alpecin-Fenix               |
| 13-17   | QST  | Quick-Step Alpha Vinyl Team |
| 21-26   | LTS  | Lotto Soudal                |
| 31-37   | IWG  | Intermarché-Wanty-Gobert    |
| 41-47   | COF  | Cofidis                     |
| 51-57   | DSM  | Team DSM                    |
| 61-67   | UAD  | UAE Team Emirates           |
| 71-77   | SVB  | Sport Vlaanderen-Baloise    |
| 81-87   | BWB  | Bingoal Pauwels Sauces WB   |
| 91-97   | BBK  | B&B Hotels-KTM              |
| 101-107 | ARK  | Team Arkéa-Samsic           |
| 111-115 | TEN  | TotalEnergies               |

| N.      | Cod. | Squadra                           |
| ------- | ---- | --------------------------------- |
| 121-127 | UXT  | Uno-X Pro Cycling Team            |
| 131-137 | MCT  | Minerva Cycling Team              |
| 141-147 | EHS  | Elevate p/b Home Solution-Soenens |
| 151-157 | GDM  | Geofco Doltcini Matériel-vélo.com |
| 161-167 | TIC  | Tarteletto-Isorex                 |
| 171-177 | ALQ  | Allinq Continental Cyclingteam    |
| 181-187 | RDW  | WiV SunGod                        |
| 191-197 | EVO  | EvoPro Racing                     |
| 201-207 | CGF  | Groupama-FDJ                      |
| 212-217 | MET  | Metec-Solarwatt p/b Mantel        |
| 231-235 | SBB  | Saris Rouvy Sauerland Team        |
| 241-247 | TRI  | Trinity Racing                    |

## Ordine d'arrivo (Top 10)
| Pos. | Corridore             | Squadra     | Tempo    |
| ---- | --------------------- | ----------- | -------- |
| 1    | Arnaud De Lie         | Lotto       | 4h45'10" |
| 2    | Dries De Bondt        | Alpecin     | s.t.     |
| 3    | Hugo Hofstetter       | Arkéa       | s.t.     |
| 4    | Gerben Thijssen       | Intermarché | s.t.     |
| 5    | Ethan Vernon          | Quick-Step  | s.t.     |
| 6    | Pierre Barbier        | B&B Hotels  | s.t.     |
| 7    | Donavan Grondin       | Arkéa       | s.t.     |
| 8    | Laurence Pithie       | Groupama    | s.t.     |
| 9    | Jensen Plowright      | Groupama    | s.t.     |
| 10   | Stanisław Aniołkowski | Bingoal     | s.t.     |